# Rhodt unter Rietburg
Rhodt unter Rietburg es un municipio situado en el distrito de Südliche Weinstraße, en Renania-Palatinado, Alemania. Tiene una población estimada, a mediados de 2023, de 1157 habitantes.